# Albert Marth
Albert Marth, nemški astronom, * 5. maj 1828, Kolberg, Pomeranija (sedaj Kołobrzeg, Poljska), † 5. avgust 1897, Heidelberg, Nemčija.

## Življenje in delo
Marth je leta 1853 prišel v Anglijo da bi delal za Georgea Bishopa, bogatega trgovca z vinom in pokrovitelja astronomije. Tedaj so bila plačana delovna mesta v astronomiji dokaj redka. Postal je Hindov pomočnik.
Bil je pomočnik Lassllu na Malti. Odkril je 600 meglic, med njimi na primer galaksije: NGC 3, NGC 4 in NGC 15. Leta 1854 je odkril tudi asteroid 29 Amfitrita.
Deloval je na Observatoriju Markree v irski grofiji Sligo, kjer so ga imenovali za drugega predstojnika.
Izdelal je obsežne efemeride za telesa v Osončju. Izračunal je tudi prehode več planetov z drugih planetov in napovedal prehod Zemlje z Marsa ter mnoga druga. Leta 1882 je bil član odprave, ki je opazovala prehod Venere na Rtu dobrega upanja.

## Priznanja

### Poimenovanja
Po njem se imenujeta kraterja Marth na Luni in Marth na Marsu.